# Liste der Monuments historiques in Corrombles
Die Liste der Monuments historiques in Corrombles führt die Monuments historiques in der französischen Gemeinde Corrombles auf.

## Liste der Objekte
| Bezeichnung | Beschreibung | Standort                                                  | Kennzeichnung | Schutzstatus | Datum | Bild |
| ----------- | ------------ | --------------------------------------------------------- | ------------- | ------------ | ----- | ---- |
| Glocke      | Bronze, 1753 | in der Kirche Notre-Dame-de-l’Immaculée-Conception (Lage) | PM21000670    | Classé       | 1943  |      |